# 1609

## أحداث
- 23 اغسطس - استخدم غاليلو غاليلي التلسكوب لأول مرة.

## مواليد
- أنطوني فان در دز
- باول فليمنغ
- حاجي خليفة: عام1017 هـ.[1][2][3] 1609 م.

## وفيات
- جاكوب أرمينيوس
- فرديناندو الأول دي ميديشي